# 척추사이구멍
척추사이구멍(intervertebral foramen), 또는 추간공(椎間孔)은 서로다른 두 척추뼈가 만나면서 각자의 위아래 척추뼈패임이 연결되면서 그 사이로 생기는 구멍의 공간을 의미한다. 즉 하나의 척추뼈 마디마다 척추사이구멍이 존재하는 것이 아니라 두 척추뼈가 만날때 양쪽으로 한쌍의 척추뼈사이공간이 생기는 것이며, 각자의 척추뼈가 분리되면 척추뼈사이공간은 해당 척추뼈의 위/아래 척추뼈패임이 남게된다.
척추뼈는 서로 관절면을 형성하며 연결되어 머리와 몸통을 단단하게 지지하는 것이 주요 기능이며, 척추뼈구멍은 그 안의 척수를 보호하고 척수가 주행하는 경로를 확보하는 것이 주요 기능이다. 척추사이구멍은 척추뼈구멍을 따라 주행하는 척수에서 분지되는 척수신경뿌리(spinal nerve root)와 뒤뿌리신경절(dorsal root ganglion)이 지나가며, 또한 척수동맥(spinal artery), 교통정맥(communicating vein), 뇌막가지(meningeal branch), 경공인대(transforaminal ligament)가 지나간다.
(아니다. 척수동맥이 지나가는 곳은 척추사이구멍이 아니라 척추사이공간이다.)
각각의 구멍크기는 위치, 척추에 가해지는 힘, 자세, 질병 등에 따라 다르다. 관절염, 종양, 디스크질환 등에 의해 구멍이 좁아질 수 있다.

## 같이 보기
- 척추뼈몸통
- 척추뼈고리